# A Paixão das Santas Perpétua e Felicidade

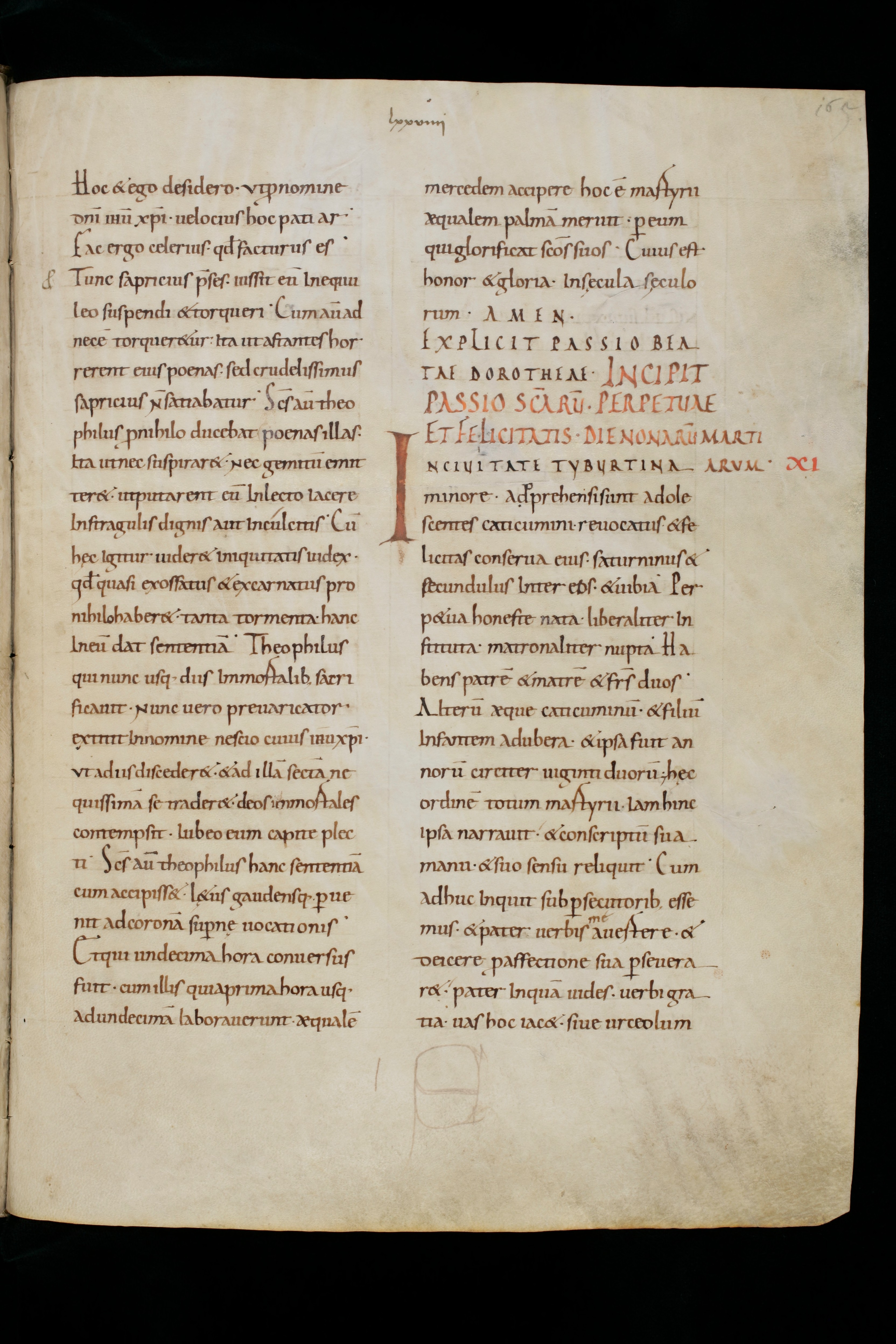
Página de abertura da Paixão de Santos Perpétua e Felicidade em St. Gallen, Stiftsbibliothek, Cod. Cantou. 577, p. 165 (séculos IX/X).

A paixão de santos Perpétua e Felicidade (em em latim: Passio sanctarum Perpetuae et Felicitatis) é um diário da  Vida de Perpétua descreve sua prisão como cristã em 203, completada após sua morte por um redator. É um dos textos cristãos primitivos mais antigos e notáveis.
Juntamente com as experiências de Perpétua e Felicidade, o texto também parece conter, em suas próprias palavras, os relatos das visões de Saturus, outro cristão martirizado com Perpétua. Um editor que afirma ser testemunha ocular acrescentou relatos dos sofrimentos e mortes dos mártires. Ele sobrevive nas formas latina e grega.

## Texto e conteúdo
A visão tradicional era de que Perpétua, Felicidade e os outros foram martirizados devido a um decreto do imperador romano Septímio Severo (193-211). Isso se baseia em uma referência a um decreto que Severo emitiu proibindo conversões ao Judaísmo e ao Cristianismo, mas esse decreto é conhecido apenas de uma fonte, a História Augusta.:184 O historiador da igreja primitiva Eusébio descreve Severo como um perseguidor, mas o apologista cristão Tertuliano afirma que Severo estava bem disposto para com os cristãos, empregava um cristão como seu médico pessoal e havia intervindo pessoalmente para salvar vários cristãos de nascimento conhecido pela multidão.:184 A descrição de Eusébio de Severo como perseguidor provavelmente deriva apenas do fato de numerosas perseguições terem ocorrido durante seu reinado, incluindo aquelas conhecidas no Mártirológio Romano como mártires de Madaura, bem como Perpétua e Felicidade na província romana da África, mas estas foram provavelmente como resultado de perseguições locais, em vez de impor amplas ações ou decretos de Severo.:185
Os detalhes dos martírios sobrevivem nos textos em latim e em grego. O relato de Perpétua sobre os eventos que levaram à morte, aparentemente históricos, está escrito na primeira pessoa. Uma breve introdução do escritor (capítulos I-II) é seguida pela narrativa e visões de Perpétua (III-IX) e a visão de Saturno (XI-XIII). O relato de suas mortes, escrito pelo autor que afirma ser uma testemunha ocular, está incluído no final (XIV – XXI).
O relato de Perpétua começa com um conflito entre ela e o pai, que deseja que ela renuncie à sua crença. Perpétua recusa e logo é batizado antes de ser transferido para a prisão (III). Depois que os guardas são subornados, ela pode se mudar para uma parte melhor da prisão, onde ela amamenta seu filho e encarrega sua mãe e irmão (III), e a criança pode ficar na prisão com ela pelo por enquanto (III).
Com o incentivo de seu irmão, Perpétua pede e recebe uma visão, na qual ela sobe uma escada perigosa à qual várias armas estão presas (IV). Ao pé de uma escada há uma serpente, a qual é encarada primeiro por Saturus e depois por Perpétua (IV). A serpente não a prejudica, e ela sobe a um jardim (IV). Na conclusão de seu sonho, Perpetua percebe que os mártires sofrerão (IV).
O pai de Perpétua a visita na prisão e implora por ela, mas Perpétua permanece firme em sua fé (V). Ela é levada a uma audiência perante o governador Hilário e os mártires confessam sua fé cristã (VI). Em uma segunda visão, Perpétua vê seu irmão Dinocrates, que havia morrido de câncer aos sete anos sem ser batizado (VII). Ela orou por ele e mais tarde teve uma visão dele feliz e saudável, sua desfiguração facial reduzida a uma cicatriz (VIII). O pai de Perpétua novamente visita a prisão, e Pudens (o diretor) mostra a honra dos mártires (IX).
Um dia antes de seu martírio, Perpétua se vê derrotando um egípcio selvagem e interpreta isso como significando que ela teria que lutar não apenas com bestas selvagens, mas com o próprio diabo (X).
Saturus, que também teria gravado sua própria visão, vê a si e a Perpétua transportados para o Leste por quatro anjos, para um belo jardim, onde encontram Jocundus, Saturninus, Artaxius e Quintus, outros quatro cristãos que são queimados vivos durante a mesma perseguição. (XI-XII). Ele também vê o bispo Optatus de Cartago e o padre Aspasius, que imploram aos mártires para reconciliar os conflitos entre eles (XIII).
Enquanto o escritorr recomeça a história, diz-se que Secundulus morreu na prisão (XIV). A escrava Felicidade dá à luz uma filha, apesar de sua preocupação inicial de que ela não teria permissão de sofrer o martírio com os outros, uma vez que a lei proibia a execução de mulheres grávidas (XV). No dia dos jogos, os mártires são levados ao anfiteatro (XVIII). A pedido da multidão, eles foram primeiro açoitados diante de uma fila de gladiadores; então um javali, um urso e um leopardo foram postos sobre os homens, e uma vaca selvagem sobre as mulheres (XIX). Feridos pelos animais selvagens, eles deram um ao outro o beijo da paz e foram então postos à espada (XIX). O texto descreve a morte de Perpétua da seguinte forma; "Mas Perpétua, para que ela pudesse sentir um pouco de dor, foi perfurada entre os ossos e gritou; e quando a mão do espadachim ficou imóvel (porque ele era um novato), ela mesma a colocou no próprio pescoço. Por acaso uma mulher tão grande não poderia mais ter sido morta (sendo temida pelo espírito imundo) se ela mesma não quisesse"(XIX). O texto termina quando o editor exalta os atos dos mártires.

### Debate sobre o escritor
Os estudiosos geralmente acreditam que a narrativa de Passio SS Perpetuae et Felicitatis foi, de fato, escrita por Perpétua. Se isso for verdade, o texto é importante porque Perpétua é uma das primeiras escritoras cristãs antes do século IV cujas obras sobreviveram. O relato pessoal de uma mártir também é raro, pois as histórias de outras mártires foram registradas coletivamente. O estilo de Perpetua é descrito como "emocional", "pessoal", "fragmentado" e "coloquial", o que é adequado às circunstâncias em que ela estaria escrevendo. Ainda se deve reconhecer que o estilo poderia ter sido criado para dar a impressão de um diário de mártir.
Embora alguns tenham sugerido que o escritor do texto seja Tertuliano, a identidade do editor permanece incerta. O estilo de escrita e o conteúdo do material editado parecem sugerir que o editor é do sexo masculino.
Muitos estudiosos examinaram a modificação e transmissão masculina de uma história de martírio feminino que desafiava a dinâmica do poder e as hierarquias de gênero dentro da igreja organizada. Esta questão de gênero pode ter influenciado as tendências de redação do editor. Brent Shaw argumenta que o escritor da história reescreve a experiência de Perpétua de tal maneira que afirma o valor técnico de seu martírio, ao mesmo tempo em que apresenta suas ações como antinaturais. Além disso, a visão onírica de Saturus é considerada o resultado da atividade editorial, improvável de ter sido escrita pelo próprio Saturus por causa de sua construção distinta e inclinação impessoal. Se o escritor é homem, ele pode estar tentando mostrar que homens e mulheres, e não apenas mulheres, são responsáveis pelos sonhos e visões recebidas na narrativa. Outros argumentam que Felicidade pode ter sido a fonte inicial do sonho.

### Problemas de data
A data de seu martírio é tradicionalmente dada como 203. A associação do martírio com um festival de aniversário do imperador Geta, no entanto, pode parecer colocá-lo depois de 209, quando Geta foi nomeado "Augusto" (tendo assumido o título júnior de César desde 198, quando seu irmão mais velho foi nomeado "Augusto"), embora antes de 211, quando ele foi assassinado. A Acta observa que o martírio ocorreu no ano em que Minucius Timinianus foi procônsul na província romana da África, mas Timinianus não é atestado de outra forma na história. Werner Eck observa que a versão grega do Acta chama o procônsul Μινούκιος Ὀππιανός, ou Minucius Opimianus, que é registrado como procônsul para 202/203. A Lenda Dourada, no entanto, coloca o martírio em 256, sob os imperadores Valeriano e Galiano.

## Cristãos desafiando as tradições da família dentro do texto
Na paixão, a fé cristã motiva os mártires a rejeitar a lealdade da família e a reconhecer uma autoridade superior. No texto, o relacionamento de Perpétua com o pai é o mais destacado de todos os seus laços familiares, e ela interage diretamente com ele quatro vezes (III, V, Vi e IX). própria Perpétua pode ter considerado esse relacionamento o mais importante, dado o que se sabe sobre sua importância na sociedade romana. pais esperavam que suas filhas os cuidassem, honrassem e aprimorassem a reputação de sua família através do casamento. Ao se tornar um mártir, Perpétua não conseguiu se adaptar às expectativas da sociedade. Perpétua e Felicidade também adiam seus papéis como mães para permanecerem leais a Cristo, deixando para trás crianças pequenas no momento de sua morte.
Embora o narrador descreva Perpétua como "honrosamente casada", nenhum marido aparece no texto. Possíveis explicações incluem que o marido estava tentando se distanciar dos procedimentos como não cristão, que estava fora dos negócios ou que a menção dela a ele fora editada; porque Perpétua foi chamada a ser noiva de Cristo, a omissão do marido pode ter a intenção de reduzir quaisquer implicações sexuais (XVIII). Independentemente, a ausência de um marido no texto leva Perpétua a assumir novas lealdades familiares e uma nova identidade em relação a Cristo.
Perpétua pertencia a uma família aristocrática com cidadania romana, como indicado por seu nome Vibia Perpétua. A execução de Perpétua ao lado de escravos demonstrou a capacidade do Cristianismo de transcender distinções sociais, em contraste com a desigualdade que permeava a religião e a sociedade romanas. Como Perpétua e Felicidade eram iguais no martírio, apesar das diferenças de classe, eles fizeram a dramática declaração de que o Cristianismo transcendia a estrutura social.

## Evidências do montanismo no texto
Alguns estudiosos acreditam que A Paixão das Santas Perpétua e Felicidade apresentam uma teologia montanista. O montanismo era uma doutrina herética do cristianismo primitivo que surgiu na Frígia, na Turquia moderna. O movimento foi fundado por Montano; um recém-convertido ao cristianismo, que o pai da igreja primitiva, São Jerônimo, era anteriormente sacerdote de Cibele, que havia compartilhado suas ideias com os seguidores. O grupo enfatizou a crença na presença contínua do Espírito Santo visível nas palavras proféticas dos cristãos.
Perpétua e Saturus haviam recebido novos sonhos e profecias dentro do texto, de acordo com as crenças e princípios do montanismo. Outra evidência para o montanismo é que Perpétua e Felicidade podem ter se separado de seus parceiros de acordo com os ensinamentos montanistas, que permitiam e às vezes até encorajavam as mulheres a deixar maridos não-cristãos em favor de vidas celibatárias dedicadas à pregação do Evangelho. No entanto, nada no texto é explicitamente montanista. Os opositores da nova profecia acusaram seus membros de evitar o martírio, o que torna menos provável a identificação do texto da paixão como montanista.
As adições do escritor podem ser uma tentativa de validar as crenças montanistas, elogiando a profecia e os dons visionários do espírito. Na introdução, por exemplo, o escritor inclui uma referência bíblica aos filhos e filhas que profetizarão nos últimos dias (I). O editor também afirma a importância de reconhecer e honrar "novas profecias" e "novas visões" (I).
Timothy David Barnes, em sua obra "Tertuliano: um estudo histórico e literal" (1973, Oxford University Press), defendeu inicialmente o tom montanista da "paixão", bem como dos próprios mártires. Em sua segunda edição (1982), ele retirou essa opinião, concluindo que "[ele] tenta mostrar que os mártires, bem como a 'Paixão', são montanistas devem ser declarados não convincentes". Cada uma das supostas características "Montanistas" da "Paixão" eram (e permanecem até hoje) totalmente compatíveis com o catolicismo ortodoxo.

## Controvérsia sobre Dinócrates
O relato de Santa Perpétua confortando seu irmão morto tem sido um ponto de controvérsia. O texto diz especificamente que a criança não havia sido batizada. Renatus usou esse relato para reforçar sua afirmação de que bebês não batizados poderiam alcançar o paraíso, se não o reino dos céus. Agostinho, por sua vez, propôs uma explicação de como Dinócrates poderia ter sido batizado, mas depois se afastou de Cristo por seu pai pagão.

## Na cultura popular
A rosa que divagava uma vez "Félicité et Perpétue" ( R. sempervirens x 'Old Blush') com botões de rosa pálido abrindo quase branco, foi introduzida por Robert Jacques em 1828.
Uma nova tradução de Walter H. Shewring em 1929 de A paixão de Perpetua e Felicidade foi impressa em um novo tipo de letra por Eric Gill, com o nome de Perpetua.
Três romances de ficção histórica foram escritos do ponto de vista de Perpétua. O primeiro foi Os Mártires de Cartago: um conto dos tempos antigos, publicado em 1868 por Annie Webb-Peploe (escrevendo como Sra. JB Webb). Outro é o Perpetua de Amy Peterson: uma noiva, um mártir, uma paixão ( ISBN 978-0972927642), publicado em 2004. O terceiro é The Bronze Ladder, de Malcolm Lyon (ISBN 978-1905237517), publicado em 2006.
O documentário da National Geographic, intitulado Jesus Rise to Power, contou a história de Perpétua em seu segundo episódio (Mártires), que foi ao ar em 2013.
A série de documentários e o livro da BBC História do mundo de Andrew Marr recria a morte de Perpetua no episódio 3
Heróis católicos da fé: A história de Saint Perpetua é um curta de animação que foi lançado em 2009.
The Perpetua Story é um curta-metragem de animação (37 minutos) da série Torchlighters: Heroes of the Faith, emparelhado com um documentário de 61 minutos apresentado por dois estudiosos da Bíblia que examinam o relato do martírio de Perpétua e de seus colegas cristãos. É publicado pela Vision Video e produzido pelo Christian History Institute.

### Videografia
- Perpetua: Mártir da Igreja Primitiva (2009) - documentário.
- Torchlighters: The Perpetua Story (2009) - DVD animado para crianças de 8 a 12 anos.
- Lost Legacy Reclaimed, Temporada 1: Episódio 3. Perpetua (2019) - documentário.